# Atractylocarpus sinensis
Atractylocarpus sinensis là một loài Rêu trong họ Dicranaceae. Loài này được (Broth.) Herzog mô tả khoa học đầu tiên năm 1939.